# Palynozone
Une palynozone est une biozone basée sur le contenu palynologique des sédiments. Elle est utilisée comme unité stratigraphique. L'utilisation comme unité chronologique (fréquente), voir l'article chronozone, est à manier avec précaution car, dépendante de la dynamique du couvert végétal, l'âge d'une palynozone est susceptible de varier suivant les régions.

## Palynozonesholocènes
De la plus ancienne à la plus récente :
- Préboréal
- Boréal
- Atlantique
- Subboréal
- Subatlantique